# Comarque de Ordes
Ordes est une comarque de la province de La Corogne en Galice (Espagne). 

## Municipios de la comarque
La comarque est composée de sept municipios (municipalités ou cantons) : 
- Cerceda
- Frades
- Mesía
- Ordes
- Oroso
- Tordoia
- Trazo